# Liste der Kreisstraßen im Landkreis Barnim
Die Liste der Kreisstraßen im Landkreis Barnim ist eine Auflistung der Kreisstraßen im brandenburgischen Landkreis Barnim. Die Gesamtlänge der Kreisstraßen im Landkreis Barnim beträgt 58,044 km.

## Abkürzungen
- K: Kreisstraße
- L: Landesstraße

## Liste
Die Kreisstraßen behalten die ihnen zugewiesene Nummer nicht bei einem Wechsel in einen anderen Landkreis oder in eine kreisfreie Stadt. Nicht vorhandene bzw. nicht nachgewiesene Kreisstraßen werden in Kursivdruck gekennzeichnet, ebenso Straßen und Straßenabschnitte, die unabhängig vom Grund (Herabstufung zu einer Gemeindestraße oder Höherstufung) keine Kreisstraßen mehr sind.
Der Straßenverlauf wird in der Regel von Nord nach Süd und von West nach Ost angegeben.
| Nr.    | Verlauf                                                                                                 |
| ------ | --- |
| K 6001 | (K 6429 im Landkreis Märkisch-Oderland) – Kreisgrenze – in Werftpfuhl                                   |
| K 6002 | L 200 in Bernau bei Berlin – Albertshof – L 292 in Tempelfelde                                          |
| K 6003 | (K 7354 im Landkreis Uckermark) – Kreisgrenze – L 23 in Friedrichswalde                                 |
| K 6004 | (K 6503 im Landkreis Oberhavel)- Rahmersee (Zühlsdorf)– Kreisgrenze –                                   |
| K 6005 | Lobetal – Rüdnitz – L 200 – Danewitz – L 29                                                             |
| K 6006 | L 29 in Grüntal – Tuchen – Klobbicke – Trampe – – Kreisgrenze – (K 6431 im Landkreis Märkisch-Oderland) |
| K 6007 | L 200 – Schönholz                                                                                       |
| K 6008 | L 29 in Struwenberg – Kreisgrenze – (K 6432 im Landkreis Märkisch-Oderland)                             |
| K 6009 | L 31 – Marienwerder –                                                                                   |
| K 6012 | Werbellin – L 238                                                                                       |
| K 6013 | L 200 – Weißensee – Brodowin                                                                            |
| K 6014 | L 283 in Lüdersdorf – Stolzenhagen                                                                      |
| K 6015 | – Senftenhütte                                                                                          |
| K 6016 | (K 7346 im Landkreis Uckermark) – Kreisgrenze – Neugrimnitz – L 220 in Althüttendorf                    |
| K 6017 | Grenze der Gemeinde Friedrichswalde – L 239 in Joachimsthal                                             |